# Selaginellales
Selaginellales é uma ordem de plantas vasculares da classe Isoetopsida, que agrupa cerca de 800 espécies extantes validamente descritas. A ordem tem distribuição natural do tipo distribuição cosmopolita e todas as suas espécies extantes estão integradas no género Selaginella. Quando consideradas apenas as espécies extantes, a ordem é monotípica englobando apenas a família Selaginellaceae.

## Descrição
Selaginellales é, na sua presente circunscrição taxonómica uma ordem monotípica tendo Selaginellaceae Willk. como única família extante. Esta família inclui cerca de 800 espécies de plantas vasculares sem sementes (licófitas ou pteridófitos sensu lato) com micrófilos, agrupadas num único género, Selaginella. Apresentam raízes adventícias desenvolvidas a partir de nós nos caules.
O ciclo de vida destas plantas, tal como ocorre nas restantes Isoetopsida, é do tipo heterospórico, isto é com formação de megásporos e micrósporos.
Apesar do grupo ter distribuição natural tendencialmente cosmopolita, a maioria das espécies ocorre em regiões quentes e húmidas, com centro de diversidade nas zonas tropicais. Apesar disso, existem algumas espécies que ocorrem em regiões desérticas e de alta montanha.
Do ponto de vista filogenético, a ordem Selaginellales insere-se no clade Lycopodiophyta como grupo irmão da ordem Isoetales, estando os restantes taxa do agrupamento taxonómico considerados como extintos. O cladograma que se segue apresenta a estrutura do agrupamento na sua presente circunscrição e a posição de Selaginellales:
|  | Lycopodiales      |
|  |                   |
|  | Drepanophycales † |
|  |                   |

|  | Lepidodendrales †                                          |
|  |                                                            |
|  | \| \| Pleuromeia † \| \| \| \| \| \| Isoetales \| \| \| \| |
|  |                                                            |
|  | Pleuromeia †                                               |
|  |                                                            |
|  | Isoetales                                                  |
|  |                                                            |

|  | Pleuromeia † |
|  |              |
|  | Isoetales    |
|  |              |

|  | Lepidodendrales †                                          |
|  |                                                            |
|  | \| \| Pleuromeia † \| \| \| \| \| \| Isoetales \| \| \| \| |
|  |                                                            |
|  | Pleuromeia †                                               |
|  |                                                            |
|  | Isoetales                                                  |
|  |                                                            |

|  | Pleuromeia † |
|  |              |
|  | Isoetales    |
|  |              |

|  | Lycopodiales      |
|  |                   |
|  | Drepanophycales † |
|  |                   |

|  | Lepidodendrales †                                          |
|  |                                                            |
|  | \| \| Pleuromeia † \| \| \| \| \| \| Isoetales \| \| \| \| |
|  |                                                            |
|  | Pleuromeia †                                               |
|  |                                                            |
|  | Isoetales                                                  |
|  |                                                            |

|  | Pleuromeia † |
|  |              |
|  | Isoetales    |
|  |              |

|  | Lepidodendrales †                                          |
|  |                                                            |
|  | \| \| Pleuromeia † \| \| \| \| \| \| Isoetales \| \| \| \| |
|  |                                                            |
|  | Pleuromeia †                                               |
|  |                                                            |
|  | Isoetales                                                  |
|  |                                                            |

|  | Pleuromeia † |
|  |              |
|  | Isoetales    |
|  |              |

## Galeria

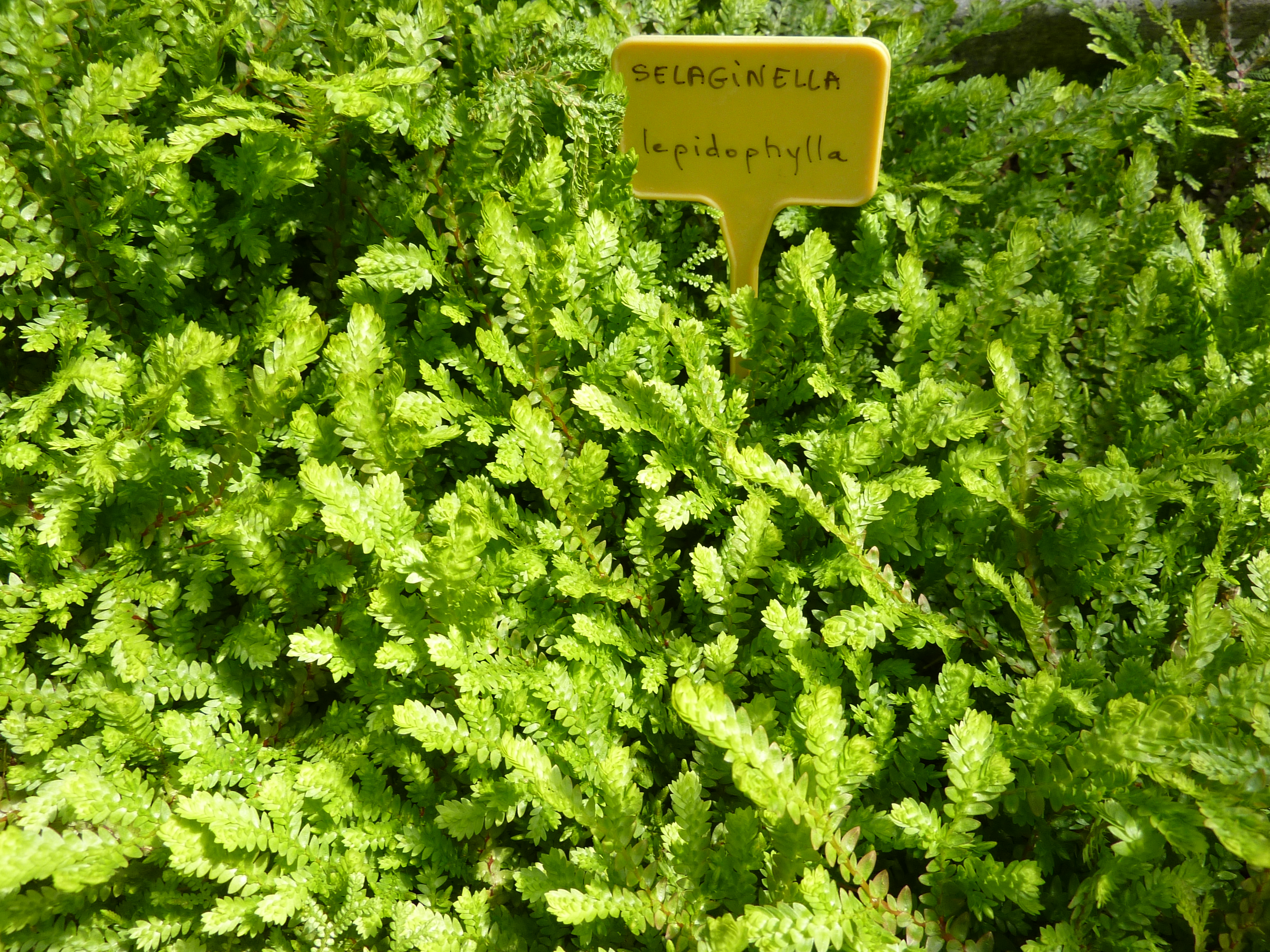
Selaginella lepidophylla
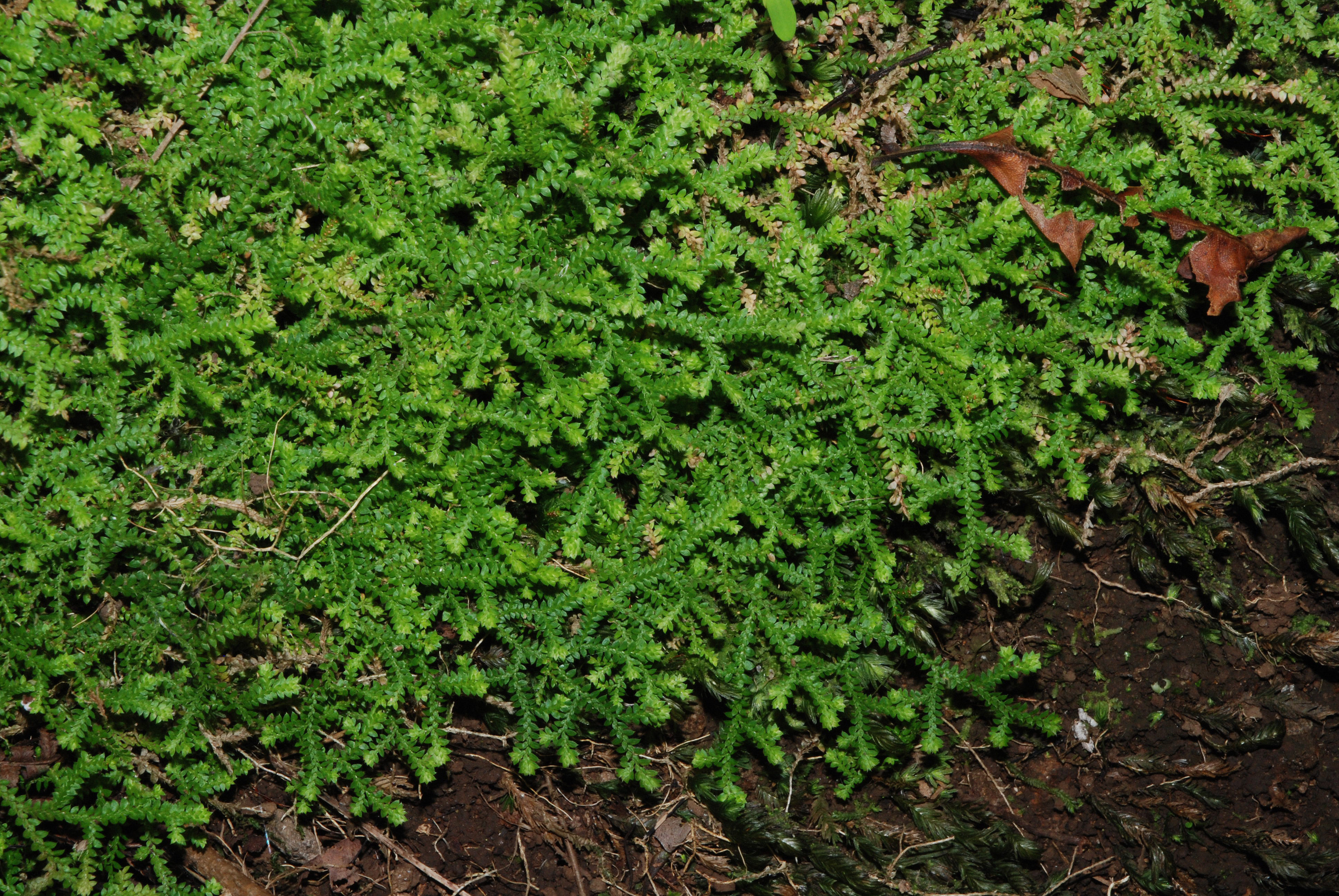
Selaginella denticulata
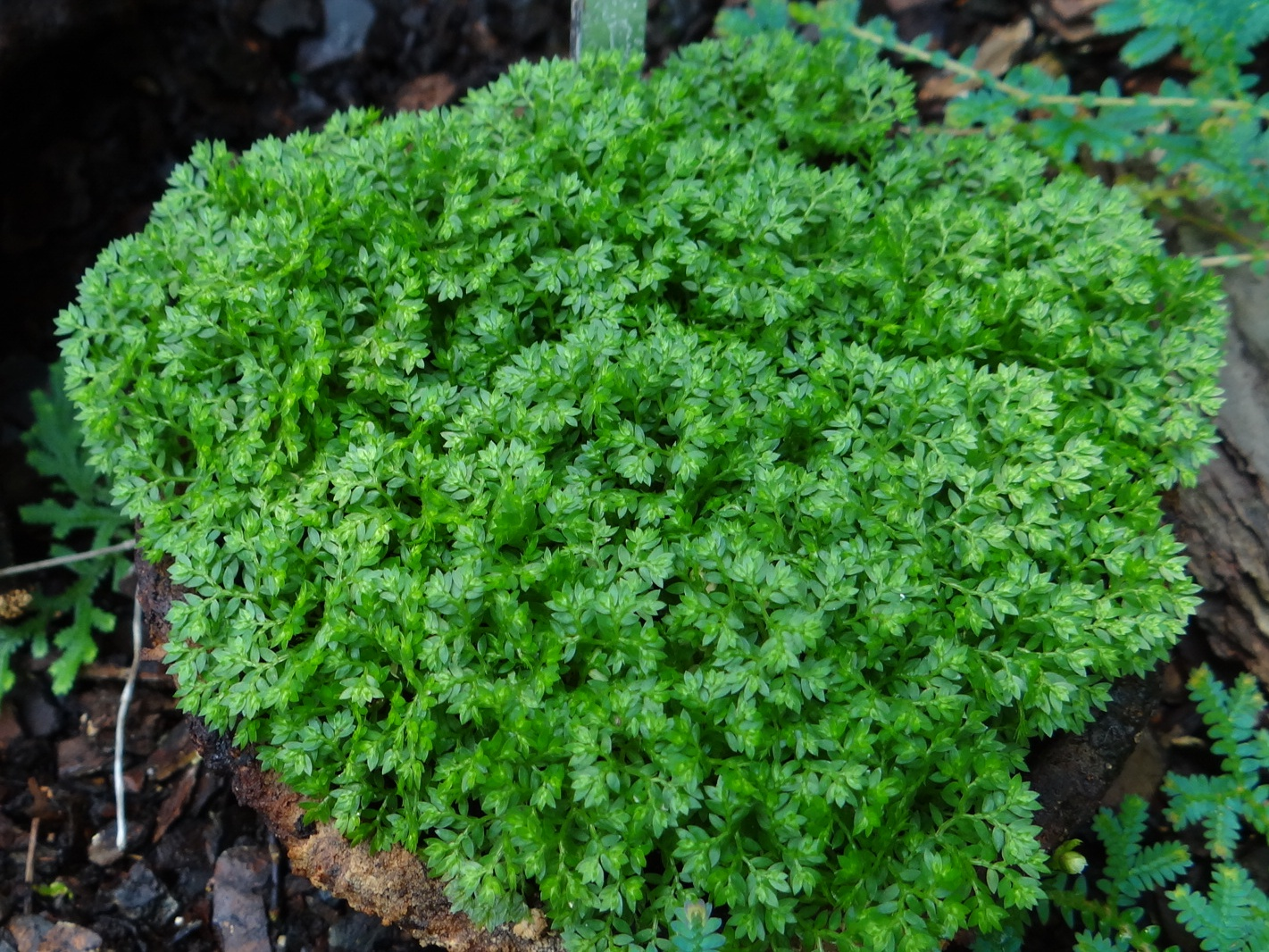
Selaginella apoda
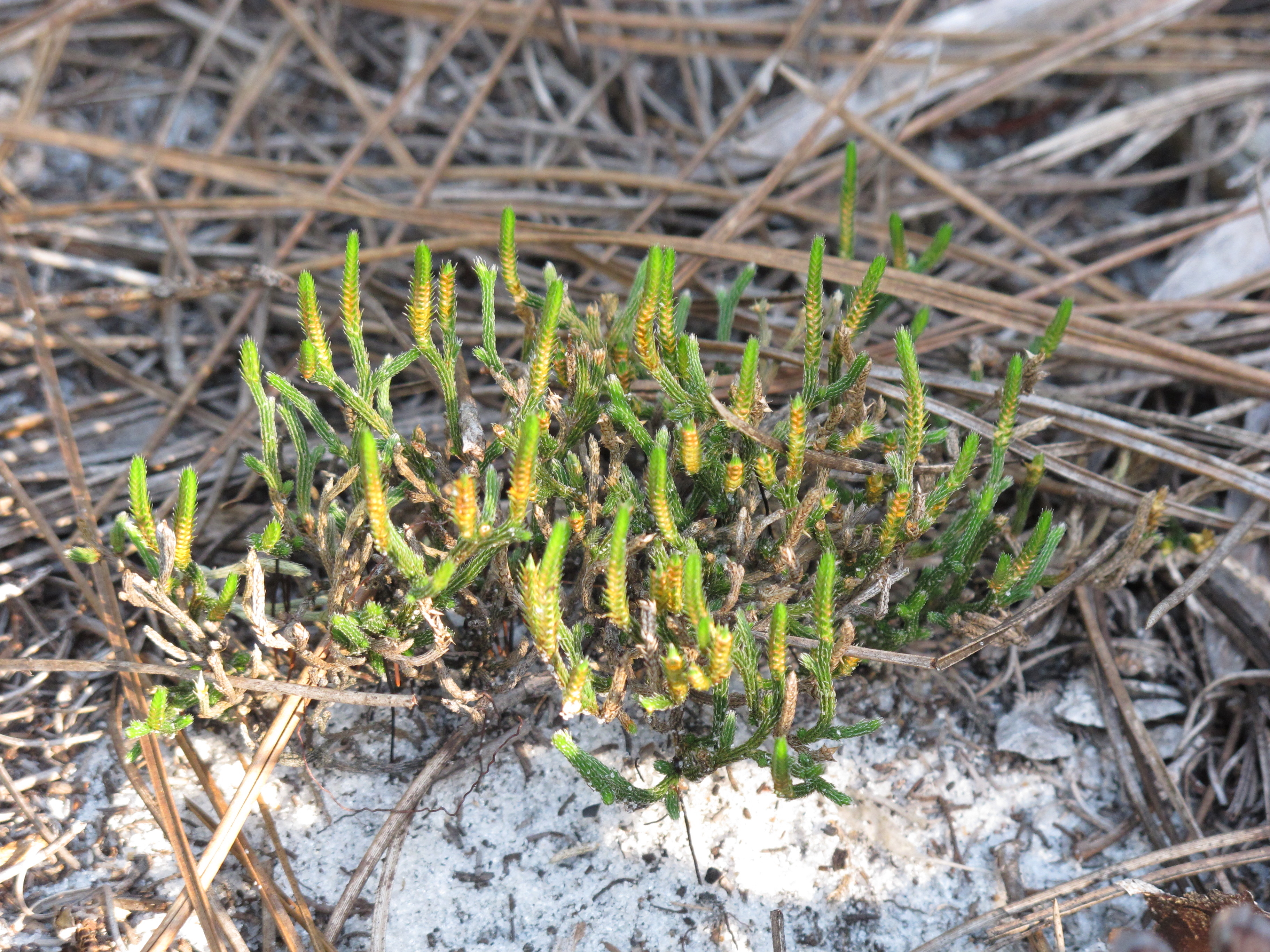
Selaginella arenicola
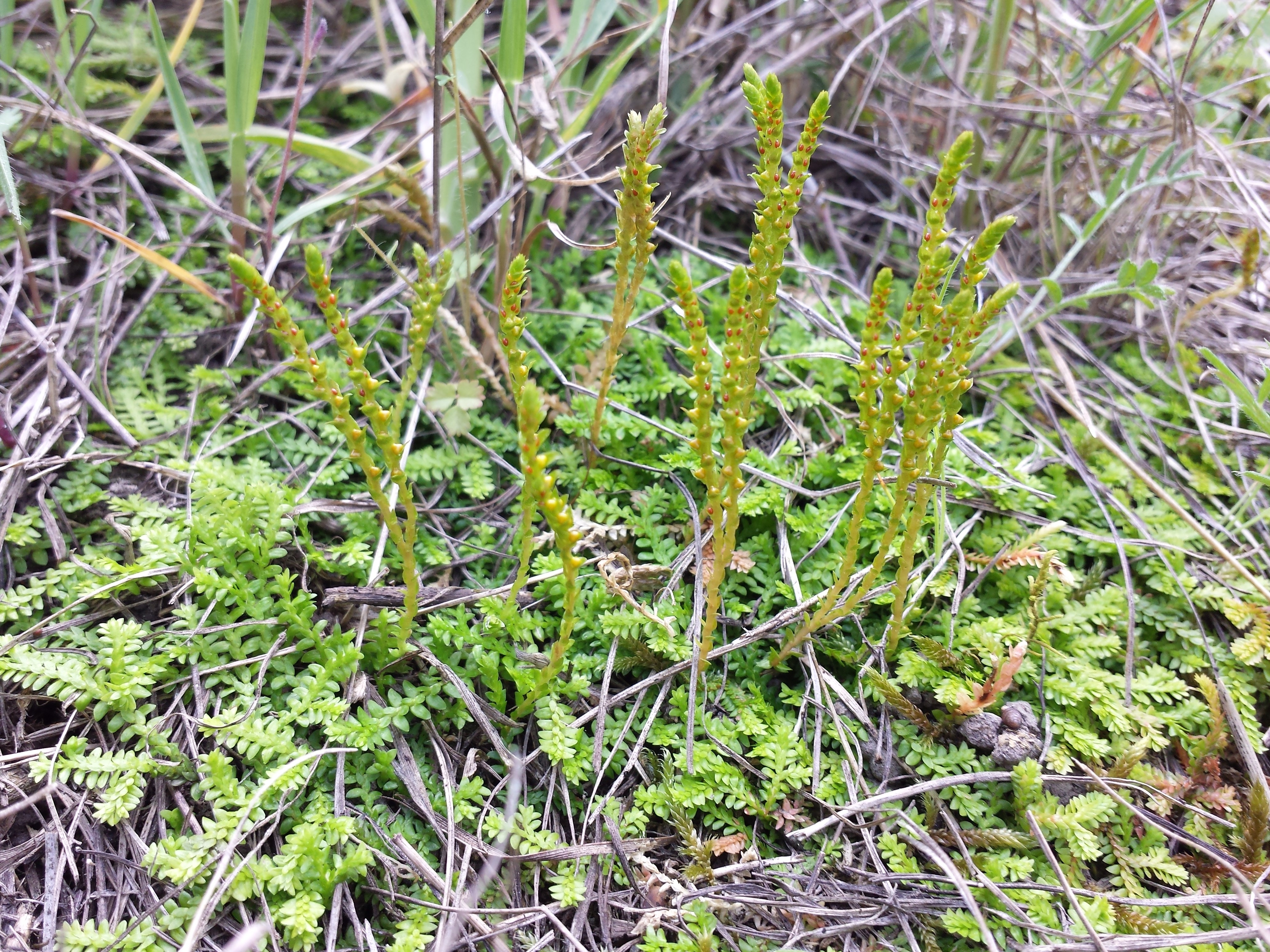
Selaginella helvetica
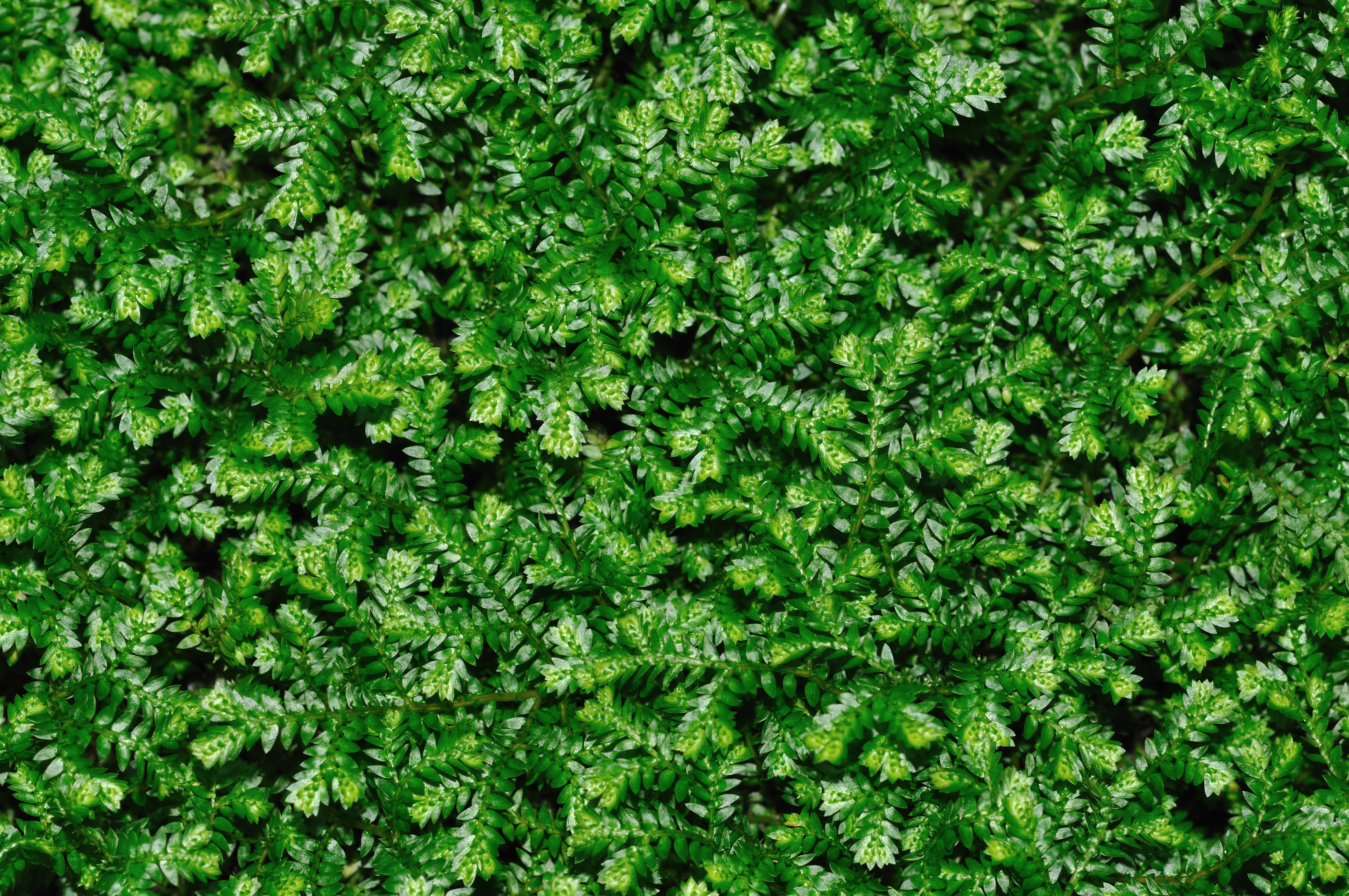
Selaginella kraussiana
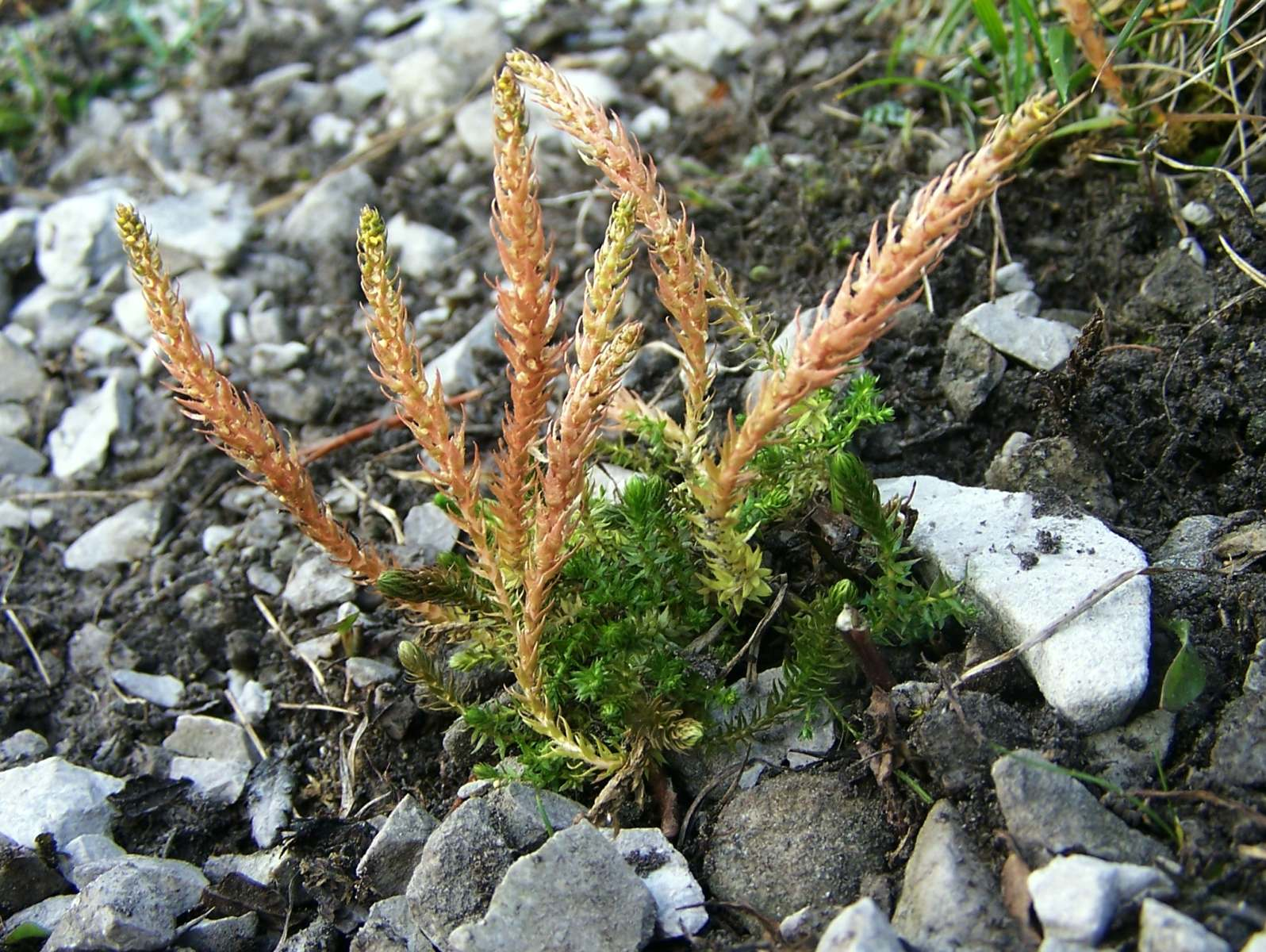
Selaginella selaginoides
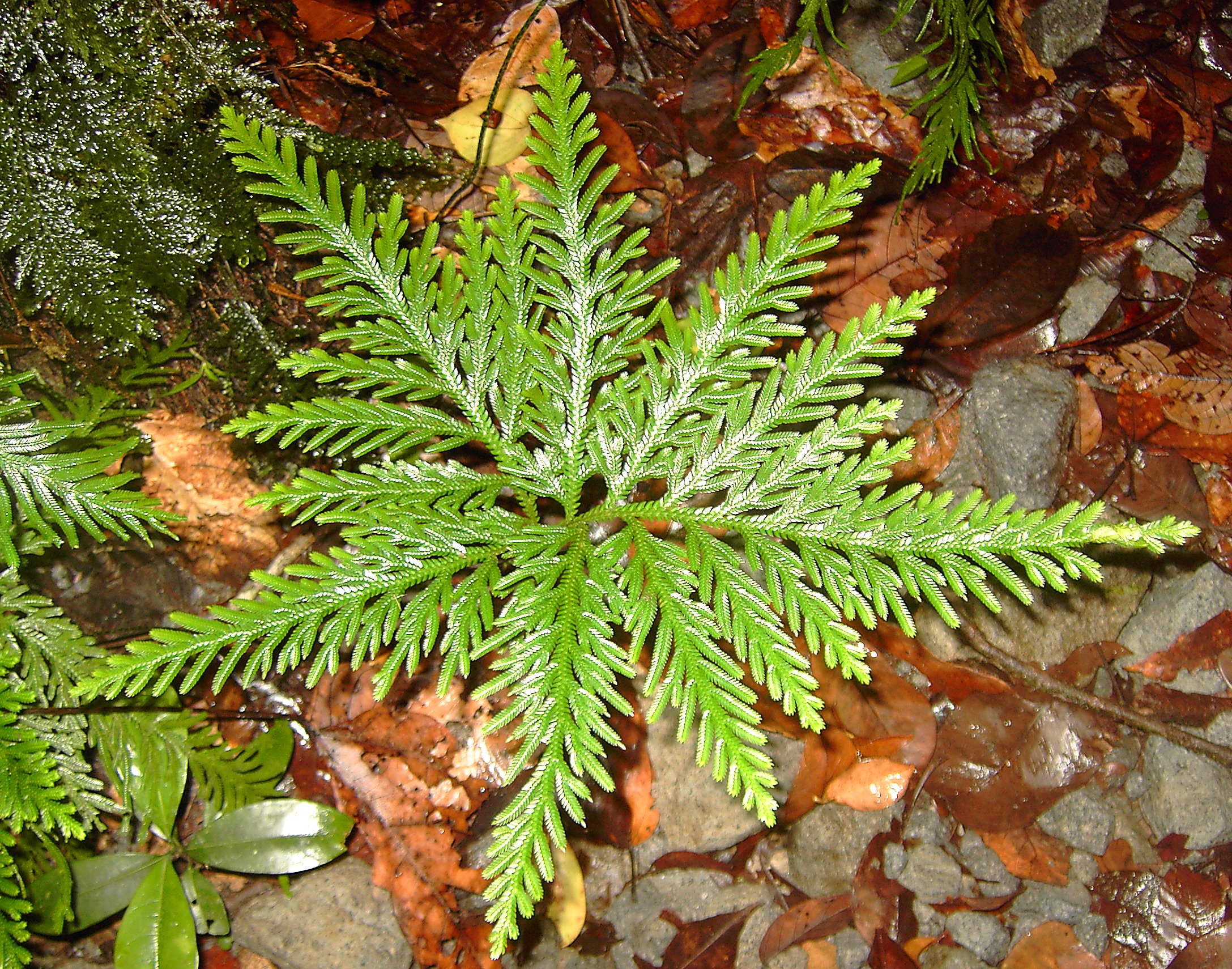
Selaginella flabellata
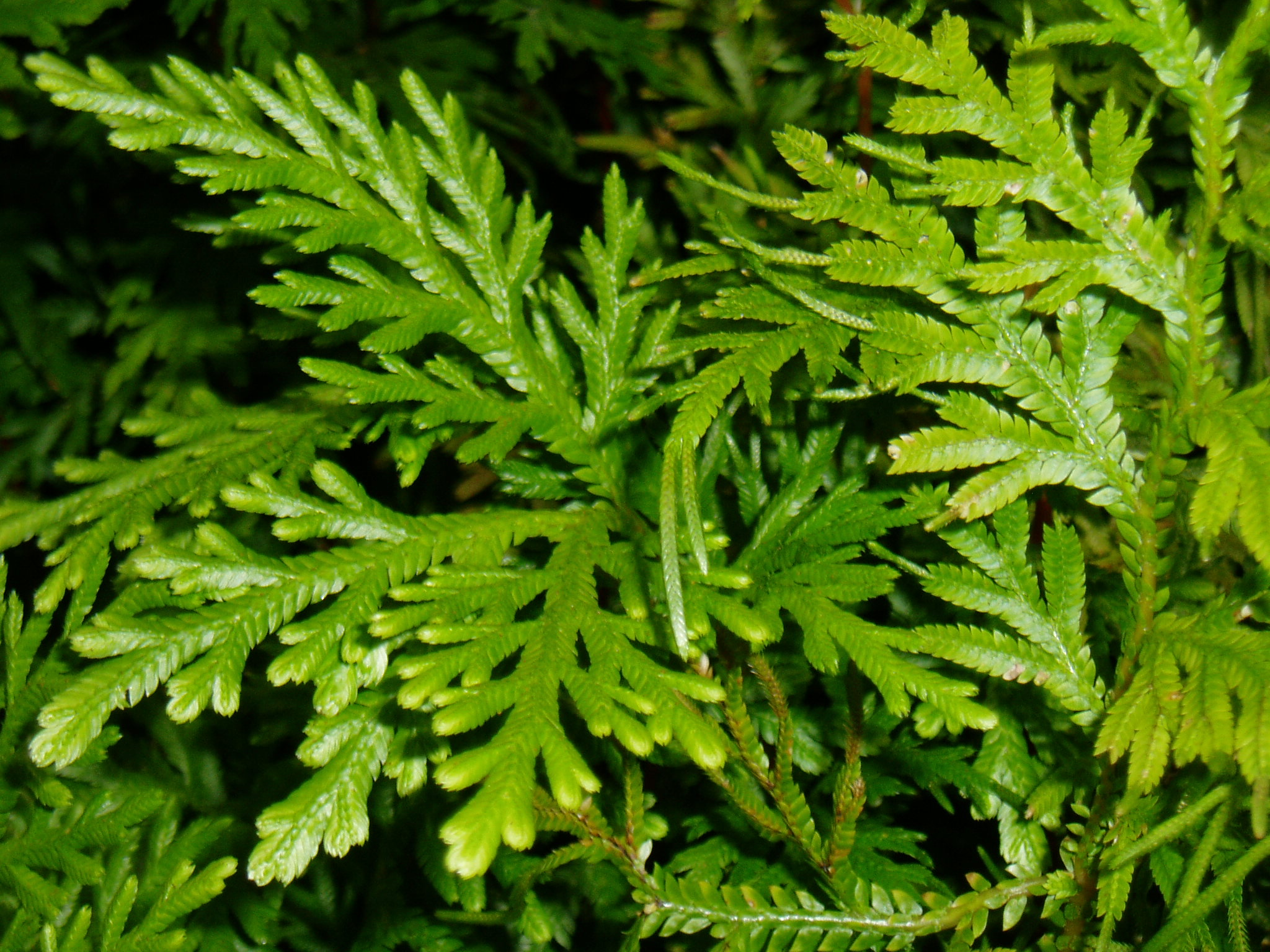
Selaginella canaliculata